# Lairoux

Lairoux este o comună în departamentul Vendée, Franța. În 2009 avea o populație de 605 de locuitori.

## Geografie
Teritoriul municipiului Lairoux acoperă 1.331 de hectare. Altitudinea medie a municipiului este de 12 metri, iar nivelele fluctuează între 0 și 32 de metri.
Situat la sud de departamentul Vendée, comuna Lairoux aparține cantonului Luçon. Este integrat în comunitatea comunelor din Pays-Né-la-Mer și aderă la parcul regional Marais Poitevin.
Acesta este poziționat pe un promontoriu de calcar cu vedere spre o zonă de mlaștină. Suprafețele sale sunt cultivate și includ unele copaci. Suprafața totală a comunei este de 1.319 hectare, aproximativ jumătate din care este în mlaștini.
În plus față de oraș, unde sunt primăria, școala publică și locurile de cult, pe teritoriul municipiului sunt distribuite mai multe călugări majore: Voureuils, Oulerie, Jauger, Gorgeais, precum și o serie de abateri caracteristice. "un habitat dispersat.

## Istorie
Formele antice cunoscute sunt Leiros (secolul al XII-lea), Leyros și Lerusio (secolul al XIV-lea), Lairusio în secolul al XVI-lea.
Etimologia acestui toponim rămâne obscură, dar nu putem vedea în niciun caz o origine care se referă la un "oratoriu" (oratoriu latin) pe care naufragiații l-au ridicat ca recunoaștere a protecției lor. Această ipoteză, adesea prezentată, provine dintr-o "legendă" probabil creată în secolul al XIX-lea, pe baza unei etimologii eronate.

## Demografie
În secolul al XIX-lea, orașul a cunoscut o creștere semnificativă a populației sale - de la 490 de locuitori în 1826, și la 784 de locuitori în 1901. Acest vârf al populației a fost urmat de un declin lung și constant până în 1975. De la acea dată populația a început să crească din nou.

## Locuri și monumente

### Podurile din Port-la-Claye
Cele două poduri de la Port-la-Claye de pe râul Le Lay (și în comunele La Bretonnière-la-Claye, Curzon și Saint-Cyr-en-Talmondais) datează din secolul al XVIII-lea. Au fost înregistrate ca monumente istorice în 1985.

### Divers
- Casa lui Chevalleraie din Jauger prezintă un important set de clădiri datând din secolul al șaptesprezecelea și remodelate în secolul al XIX-lea. Partea vestică a fost remarcabil renovată în ceea ce privește tradițiile locale. Această casă este o fostă priorie, o parte a clădirii actuale fiind ridicată de călugării din mănăstirea Saint-Michel-en-l'Herm în secolul al șaptesprezecelea. Textele care datează de la începutul secolului al XIV-lea atestă prezența acestei priori depinzând de puternica mănăstire a Saint Michel-en-l'Herm. A fost vândută în timpul Revoluției franceze și unul dintre proprietari a ridicat în secolul al XIX-lea mai multe clădiri, inclusiv un cărucior, o clădire pentru administratorul proprietății, care apoi a extins 300 de hectare și clădirea locuinței unui cuptor uriaș de pâine și a lucrătorilor agricoli dormitor.
- Arborele lui Payré, pe drumul macaralelor, este o rămășiță a unei vechi moară de vânt pe pivot, care poate fi dat probabil probabil din Evul Mediu.
- Potrivit scrierilor lui Canon Poirier din 1920, în istoria unui sector, arborii datează din timpul invaziilor barbare. Acestea nu sunt mori, ci posturi de observare. înălțimile câmpiei, nu departe de coastă, și acolo, pe o platformă îngustă, au fost înființați stăpâni pentru a privi sosirea piraților ".